# Enric Madriguera

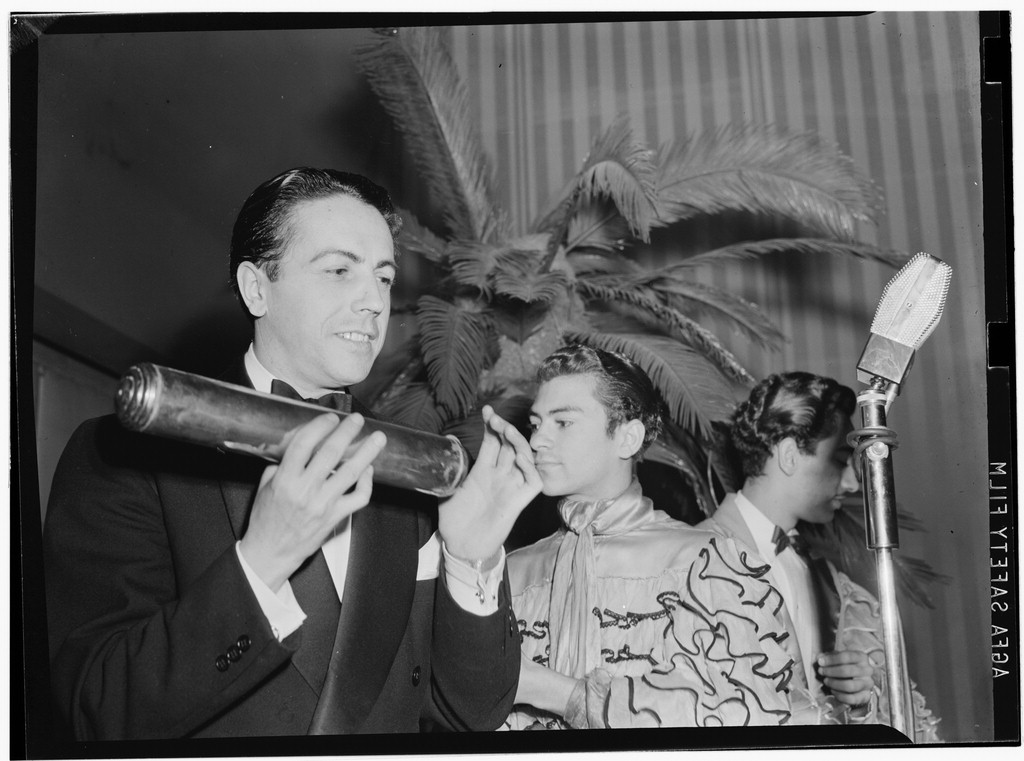
Enric Madriguera, circa juni 1947 (foto: William P. Gottlieb)

Enric Madriguera i Rodon (Barcelona, 18 februari 1902 - Danbury (Connecticut), 7 september 1973) was een in Spanje geboren Amerikaanse violist, componist en bigbandleider in de latin jazz en populaire muziek.

## Biografie
Enric Madriguera speelde al als kind viool en gaf op jonge leeftijd concerten. Hij studeerde aan het conservatorium in Barcelona. Hij emigreerde naar Amerika, waar hij violist was in de symfonieorkesten van Boston en Chicago en leiding gaf aan het Cuban Philharmonic. Eind jaren twintig speelde hij in New York in het door Ben Selvin geleide studio-orkest van Columbia Records. Hij werkte enige tijd als muzikaal directeur van de Columbia-tak in Colombia en raakte daar geïnteresseerd in dansmuziek, waarna hij zijn eerste band oprichtte. Met die groep maakte hij voor het label opnames in New York. Vanaf 1932 was hij violist in een society band waarmee hij speelde in hotels als het Biltmore Hotel en platen maakte voor Columbia. Zijn muziek in die tijd was meestal 'gewone' dansmuziek zoals dat in Amerika gespeeld werd of foxtrot met een jazz-sausje. Aan het eind van de jaren dertig nam hij voor Columbia, RCA Records en Brunswick Records alleen nog maar Latijns-Amerikaanse muziek op. Hij werd daarom de 'Musical Ambassador of the Americas' genoemd. Madriguera's groep was, met de orkesten van Xavier Cugat en Alberto Socarras, een van de pioniers van de Latijns-Amerikaanse muziek in Amerika. In de jaren dertig en veertig toerde hij uitgebreid in het theater- en hotelcircuit. In zijn orkest speelde en zong onder meer Tito Rodríguez. Met zijn zangeres Patricia Gilmore trouwde hij later. Het echtpaar begon begin jaren vijftig in Connecticut een restaurant en inn waar zij de gasten door de week vermaakten, met Madriguera op de piano en zijn vrouw achter de microfoon.
Madriguera's herkenningsmelodie was zijn compositie 'Adios'. Andere nummers van zijn hand waren 'Forbidden Love', 'Take It Away', 'Flowers of Spain', 'Minute Samba' en 'The Language of Love'. Verder schreef hij een musical ('The Moor and the Gypsy') en een ballet ('Follies of Spain').
In 1938 maakte Lloyd French een short van Madriguera's orkest. In 1946 werkte de orkestleider mee aan de muziekfilm The Thrill of Brazil.

## Discografie
- Go Latin (Decca, 1961)
- La Rumbita Tropical (Vogue, 1946)